# 47e Primetime Emmy Awards
De 47e Primetime Emmy Awards, waarbij prijzen werden uitgereikt in verschillende categorieën voor de beste Amerikaanse televisieprogramma's die in primetime werden uitgezonden tijdens het televisieseizoen 1994-1995, vond plaats op 10 september 1995 in het Pasadena Civic Auditorium in Pasadena, Californië.

## Winnaars en nominaties - televisieprogramma's
(De winnaars staan bovenaan in vet lettertype.)

#### Dramaserie
(Outstanding Drama Series)
- NYPD Blue
  - Chicago Hope
  - ER
  - Law & Order
  - The X-Files

#### Komische serie
(Outstanding Comedy Series)
- Frasier
  - Friends
  - The Larry Sanders Show
  - Mad About You
  - Seinfeld

#### Miniserie
(Outstanding Mini Series)
- Joseph
  - A Woman of Independent Means
  - Buffalo Girls
  - Children of the Dust
  - Martin Chuzzlewit

#### Televisiefilm
(Outstanding Made for Television Movie)
- Indictment: The McMartin Trial
  - The Burning Season
  - Citizen X
  - The Piano Lesson
  - Serving in Silence: The Margarethe Cammermeyer Story

#### Varieté-, Muziek- of komische show
(Outstanding Variety, Music or Comedy Series)
- The Tonight Show with Jay Leno
  - Dennis Miller Live
  - Late show with David Letterman
  - MTV Unplugged
  - Politically Incorrect

## Winnaars en nominaties - acteurs

### Hoofdrollen

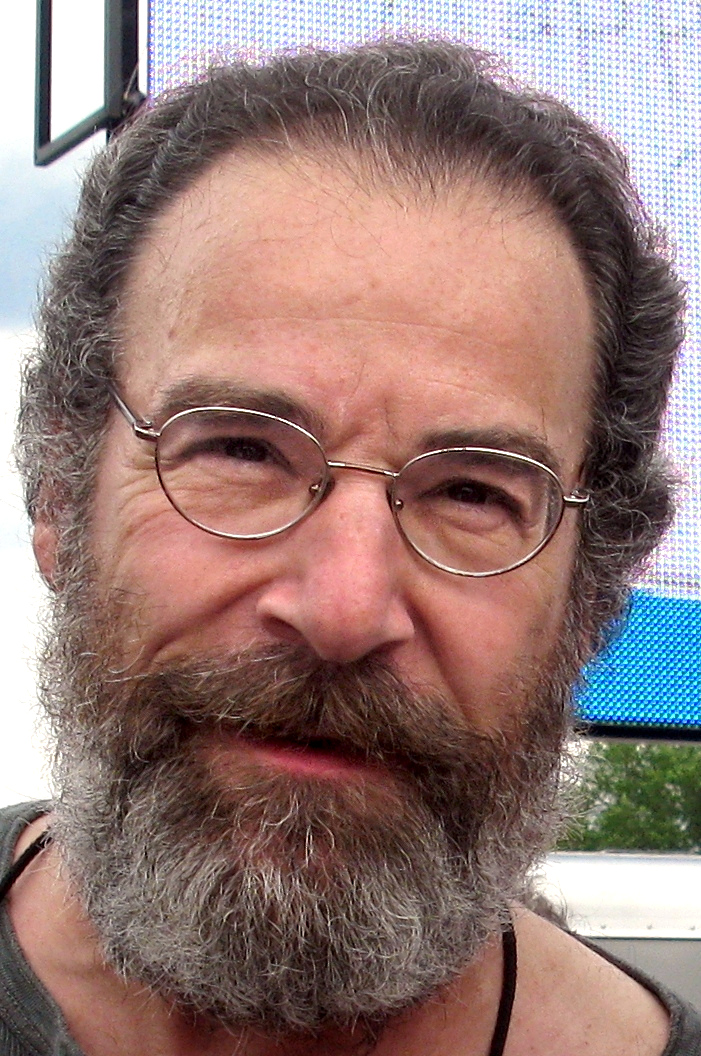
Mandy Patinkin (Chicago Hope), winnaar mannelijke hoofdrol in een dramaserie

#### Mannelijke hoofdrol in een dramaserie
(Outstanding Lead Actor in a Drama Series)
- Mandy Patinkin als Jeffrey Geiger in Chicago Hope
  - George Clooney als Doug Ross in ER
  - Anthony Edwards als Mark Greene in ER
  - Dennis Franz als Andy Sipowicz in NYPD Blue
  - Jimmy Smits als Bobby Simone in NYPD Blue

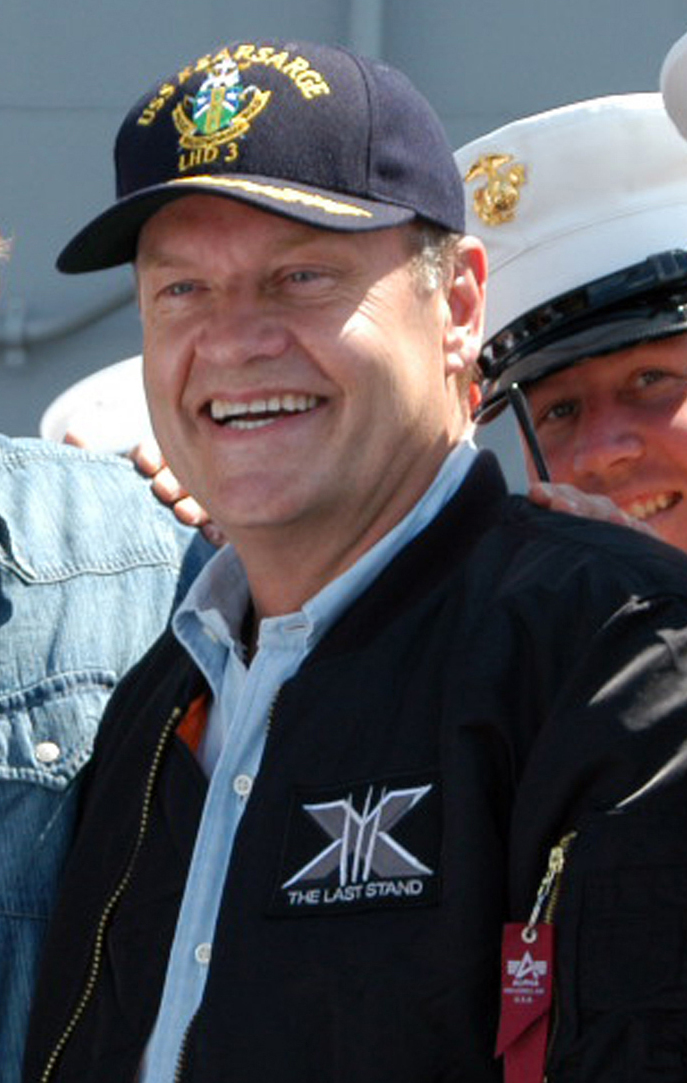
Kelsey Grammer (Frasier), winnaar mannelijke hoofdrol in een komische serie

#### Mannelijke hoofdrol in een komische serie
(Outstanding Lead Actor in a Comedy Series)
- Kelsey Grammer als Frasier Crane in Frasier
  - John Goodman als Dan Conner in Roseanne
  - Paul Reiser als Paul Buchman in Mad About You
  - Jerry Seinfeld als Jerry Seinfeld in Seinfeld
  - Garry Shandling als Larry Sanders in The Larry Sanders Show

#### Mannelijke hoofdrol in een miniserie of televisiefilm
(Outstanding Lead Actor in a Miniseries or Movie)
- Raúl Juliá als Chico Mendes in The Burning Season
  - Charles S. Dutton als Boy Willie Charles in The Piano Lesson
  - John Goodman als Huey P. Long in Kingfish: The Story of Huey P. Long
  - John Lithgow als Tom Bradley and Bob Bradley in My Brother's Keeper
  - James Woods als Danny Davis in Indictment: The McMartin Trial

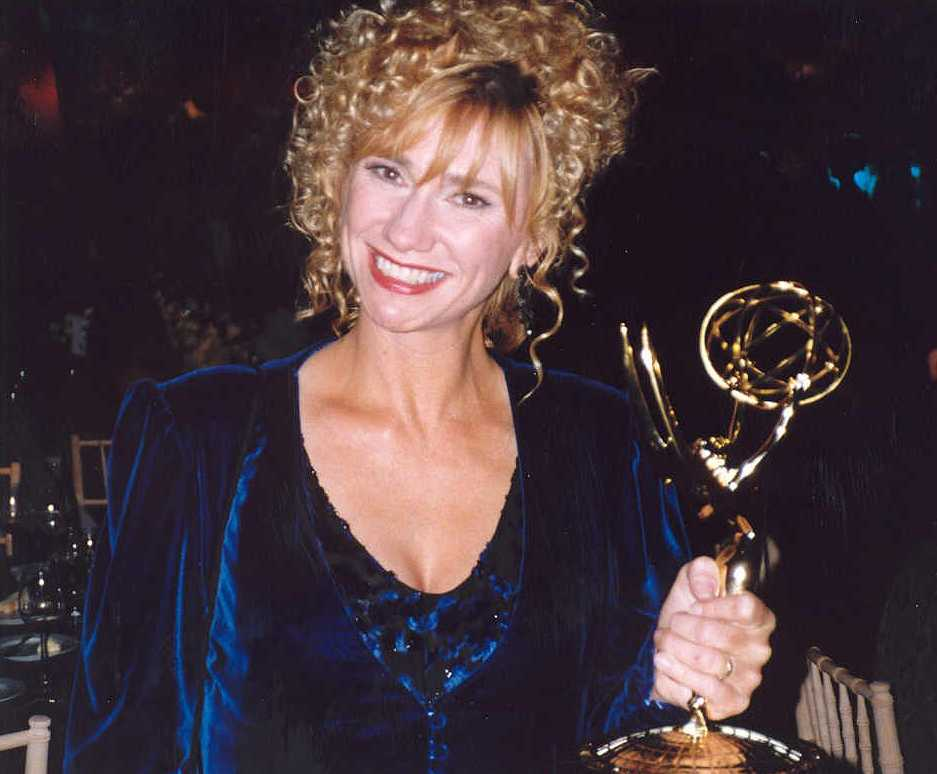
Kathy Baker (Picket Fences), winnaar vrouwelijke hoofdrol in een dramaserie

#### Vrouwelijke hoofdrol in een dramaserie
(Outstanding Lead Actress in a Drama Series)
- Kathy Baker als Jill Brock in Picket Fences
  - Claire Danes als Angela Chase in My So-Called Life
  - Angela Lansbury als Jessica Fletcher in Murder, She Wrote
  - Sherry Stringfield als Susan Lewis in ER
  - Cicely Tyson als Carrie Grace Battle in Sweet Justice

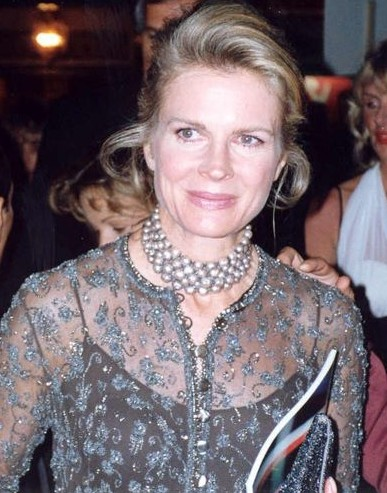
Candice Bergen (Murphy Brown), winnaar vrouwelijke hoofdrol in een komische serie

#### Vrouwelijke hoofdrol in een komische serie
(Outstanding Lead Actress in a Comedy Series)
- Candice Bergen als Murphy Brown in Murphy Brown
  - Roseanne Barr als Roseanne Conner in Roseanne
  - Ellen DeGeneres als Ellen Morgan in Ellen
  - Helen Hunt als Jamie Buchman in Mad About You
  - Cybill Shepherd als Cybill Sheridan in Cybill

#### Vrouwelijke hoofdrol in een miniserie of televisiefilm
(Outstanding Lead Actress in a Miniseries or a Movie)
- Glenn Close als Margarethe Cammermeyer in Serving in Silence: The Margarethe Cammermeyer Story
  - Sally Field als Bess Gardner Steed in A Woman of Independent Means
  - Anjelica Huston als Calamity Jane in Buffalo Girls
  - Diane Keaton als Amelia Earhart in Amelia Earhart: The Final Flight
  - Alfre Woodard als Berniece Charles in The Piano Lesson

### Bijrollen

#### Mannelijke bijrol in een dramaserie
(Outstanding Supporting Actor in a Drama Series)
- Ray Walston als Henry Bone in Picket Fences
  - Héctor Elizondo als Phillip Watters in Chicago Hope
  - James Earl Jones als Neb Langston in Under One Roof
  - Eriq La Salle als Peter Benton in ER
  - Noah Wyle als John Carter in ER

#### Mannelijke bijrol in een komische serie
(Outstanding Supporting Actor in a Comedy Series)
- David Hyde Pierce als Niles Crane in Frasier
  - Jason Alexander als George Costanza in Seinfeld
  - Michael Richards als Cosmo Kramer in Seinfeld
  - David Schwimmer als Ross Geller in Friends
  - Rip Torn als Arthur in The Larry Sanders Show

#### Mannelijke bijrol in een miniserie of televisiefilm
(Outstanding Supporting Actor in a Miniseries or Movie)
- Donald Sutherland als Fetisov in Citizen X
  - Jeffrey DeMunn als Chikatillo in Citizen X
  - Sam Elliott als Wild Bill Hickok in Buffalo Girls
  - Ben Kingsley als Potiphar in Joseph
  - Edward James Olmos als Wilson Pinheiro in The Burning Season

#### Vrouwelijke bijrol in een dramaserie
(Outstanding Supporting Actress in a Drama Series)
- Julianna Margulies als Carol Hathaway in ER
  - Barbara Babcock als Dorothy Jennings in Dr. Quinn, Medicine Woman
  - Tyne Daly als Alice Henderson in Christy
  - Sharon Lawrence als Sylvia Costas in NYPD Blue
  - Gail O'Grady als Donna Abandando in NYPD Blue

#### Vrouwelijke bijrol in een komische serie
(Outstanding Supporting Actress in a Comedy Series)
- Christine Baranski als Maryann Thorpe in Cybill
  - Lisa Kudrow als Phoebe Buffay in Friends
  - Julia Louis-Dreyfus als Elaine Benes in Seinfeld
  - Laurie Metcalf als Jackie Harris in Roseanne
  - Liz Torres als Mahalia Sanchez in The John Larroquette Show

#### Vrouwelijke bijrol in een miniserie of televisiefilm
(Outstanding Supporting Actress in a Miniseries or Movie)
- Judy Davis als Diane in Serving in Silence: The Margarethe Cammermeyer Story
- Shirley Knight als Peggy Buckey in Indictment: The McMartin Trial
  - Sônia Braga als Regina De Carvalho in The Burning Season
  - Sissy Spacek als Spring Renfro in The Good Old Boys
  - Sada Thompson als Virginia McMartin in Indictment: The McMartin Trial

### Gastrollen

#### Mannelijke gastrol in een dramaserie
(Outstanding Guest Actor in a Drama Series)
- Paul Winfield als Harold Nance in Picket Fences
  - Milton Berle als Saul Howard in Beverly Hills, 90210
  - Beau Bridges als Simon Kress in The Outer Limits
  - Vondie Curtis-Hall als Rena in ER
  - Alan Rosenberg als Sam Gasner in ER

#### Mannelijke gastrol in een komische serie
(Outstanding Guest Actor in a Comedy Series)
- Carl Reiner als Alan Brady in Mad About You
  - Sid Caesar als Mr. Stein in Love & War
  - Nathan Lane als Phil in Frasier
  - Robert Pastorelli als Eldin Bernecky in Murphy Brown
  - Paul Reubens als Andrew J. Lansing III in Murphy Brown

#### Vrouwelijke gastrol in een dramaserie
(Outstanding Guest Actress in a Drama Series)
- Shirley Knight als Agnes Cantwell in NYPD Blue
  - Amy Brenneman als Janice Licalsi in NYPD Blue
  - Rosemary Clooney als Madame X in ER
  - Colleen Flynn als Jodi O'Brien in ER
  - CCH Pounder als Agent Kazdin in The X-Files

#### Vrouwelijke gastrol in een komische serie
(Outstanding Guest Actress in a Comedy Series)
- Cyndi Lauper als Marianne Lugasso in Mad About You
  - Bebe Neuwirth als Lilith in Frasier
  - Christina Pickles als Judy Geller in Friends'
  - Jean Stapleton als Aunt Vivian in Grace Under Fire
  - JoBeth Williams als Madeline in Frasier